# Autorità combinata
Un’autorità combinata è un'innovativa struttura di governo locale del Regno Unito, finalizzata a migliori coordinamento e sviluppo di politiche comuni fra diverse municipalità in zone densamente urbanizzate.

## Le autorità
L’abolizione delle contee metropolitane in Inghilterra, avvenuta nel 1986, si era dimostrata, con il passare del tempo, inefficiente, risolvendosi nei fatti in una diminuzione dei servizi ai cittadini. L'abolizione fu dovuta al governo conservatore in contrasto con i laburisti, che gestivano tutte le contee metropolitane. Fallita l’idea di Tony Blair di creare le regioni, una delle soluzioni fu l'istituzione di autorità combinate su quelle parti del paese che lo desiderassero. Il nome di questo nuovo ente deriva dal fatto di essere un consorzio di secondo grado dei municipi, che combinano i poteri negli affari comuni. I politici che amministrano le autorità sono in genere i rappresentanti municipali. Per garantire la democrazia, la creazione di questi enti fu preceduta o di poco seguita da referendum che riguardavano anche l’elezione diretta di sindaci per queste autorità. È anche previsto che tutti i rappresentanti municipali, indipendentemente dal loro partito di appartenenza, vengano coinvolti nella distribuzione delle deleghe amministrative, secondo uno schema di governo direttoriale.
I tipici poteri di queste autorità riguardano i trasporti e l’urbanistica, ma il governo può devolvere anche competenze più incisive, come la polizia.
Le principali aree metropolitane, comprese gran parte delle contee metropolitane, si sono dotate di questo tipo di struttura amministrativa.